# ニッポンぶらり鉄道旅
『ニッポンぶらり鉄道旅』（ニッポンぶらりてつどうたび）は、2014年4月3日から2023年3月29日までNHK BSプレミアムで放送された日本の鉄道を題材にした旅番組である。
なお、2023年度より不定期番組として、NHK BSおよびNHK BSプレミアム4K（2023年11月までNHK BSプレミアム・NHK BS4K）で放送されている同名の番組についても記載する。

## 概要
本放送開始約1年前の2013年5月22日に『発見!対決!春の武蔵野鉄道旅』という関東の鉄道路線3路線（西武池袋線、東武東上線、JR京浜東北線）を取り上げたパイロット番組が放送された（レポーター（旅人）：ゴルゴ松本（TIM）、森尾由美、櫻井淳子、語り（ナレーション）：平野義和）。
本放送開始1週間前の3月27日には『特集 ニッポンぶらり鉄道旅』（旅人：吉木りさ・ユージ。東武伊勢崎線〈東武スカイツリーライン〉・東京モノレール羽田空港線を特集）というパイロット番組が放送された。
パイロット版とスペシャルの司会は恵俊彰（ホンジャマカ）と松本あゆ美が担当した。
毎回1つのキーワードに沿って、鉄道路線を旅する紀行番組である。毎回異なった旅人が絶景や名産、温かな人情と出会う。概ね月3回の放送であるが、ランダムに再放送が入る場合もある。
ナレーションは声優のTARAKOが初回放送から務めていた。
番組のOPテーマ・EDテーマ・挿入歌（インスト）は、May J.「遠く遠く」（槇原敬之のカバー）である。
2017年度までは『中井精也のてつたび』とともに「鉄道紀行」の冠が付けられていたが、前者のレギュラー放送が終了したことに伴い「鉄道紀行」の冠を廃止した番組名となっている。
2018年度から番組のエンディングに「鉄道グルメ」のコーナーを開始するため、スタッフロールがこれまでエンディングだったのをオープニングに変更された。
2020年7月9日・16日・30日放送分は「特別編」とし、新型コロナウイルス感染症対応として過去の映像の編集と当時の出演者と取材対象者のリモートインタビューで構成され、タイトルを「〜を探して」ではなく「もう一度会いたい〜」とした。
2021年度からNHKオンデマンドで放送後2週間程度配信されるようになった。
2021年12月26日は『新・BS日本のうた』と合体して『第3回BSプレミアム 大集合スペシャル』を放送。
2022年度は、水曜日19:30枠の『ふらっとあの街 旅ラン10キロ』の不定期放送への移行、木曜日同枠の『いいいじゅー!!』開始（総合でも5月31日より火曜日 12:20 - 12:43の枠でレギュラー放送開始）に伴い、4月6日より木曜日から水曜日に移動。さらに、翌日より木曜日 14:05 - 14:35の枠で総合における放送が開始された。
2023年3月30日を最後に総合における放送が終了。BSプレミアムにおける放送も4月6日の再放送を最後にレギュラー放送を終了した。
2023年4月24日から、BSプレミアム→BSの鉄道セレクション枠（月曜21:00（4月 - 11月）→金曜20:15（12月 - 2024年3月）→火曜18:00（4月 - ））にて不定期放送（BS4K→BSプレミアム4Kと同時放送）。新たに松重豊が「隠れ子鉄」としてナビゲーターを務める。また、2024年2月19日放送の「冬の箱根登山鉄道 極上のひととき」の回（旅人：金子貴俊）では、これまでのTARAKOに代わり豊嶋真千子（声優）が代理でナレーションを務めた。
TARAKOの死去から1ヶ月後の2024年4月25日にBSプレミアム4K（4月30日、NHK BS）で放送された「絶景!春の大井川鐵道」の回では、松重豊と共に、『ちびまる子ちゃん』でTARAKOの友人役だった声優の渡辺菜生子がナレーションを務め、同年6月20日放送の「初夏の江ノ電 絶景と味めぐり」の回からは、『ちびまる子ちゃん』でTARAKOの後任となった菊池こころがナレーションを担当している。

## 放送時間
特に断りが無い場合はBSプレミアムにおける放送。時刻は全て日本標準時。

### 2014年度・2015年度
- 本放送：木曜日 19:30 - 19:59[注 4]
- 再放送：土曜日 7:45 - 8:14[注 4]

### 2016年度
- 本放送：木曜日 19:30 - 19:59[注 4]
- 再放送：土曜日 7:45 - 8:14[注 4]、翌週水曜日 6:30 - 6:59[注 5]

### 2017年度
- 本放送：木曜日 19:30 - 19:59[注 4]
- 再放送：土曜日 7:45 - 8:14[注 4]、翌週木曜日 6:30 - 6:59[注 5]

### 2018年度 - 2021年度
- 本放送：木曜日 19:30 - 19:59
- 再放送：土曜日 7:45 - 8:14、翌週木曜日 12:30 - 12:59

### 2022年度
- 本放送：水曜日 19:30 - 19:59[注 6]
- 再放送：土曜日 7:30 - 7:59、木曜日 12:30 - 12:59
- 再放送：木曜日 14:05 - 14:34（総合）[注 7]

### 2023年度
- 本放送：月曜日 21:00 - 21:59（不定期。BS4Kと同時放送）

### 2024年度
- 本放送：木曜日 21:00 - 21:59（BS4K、中井精也の絶景！てつたび、六角精児の呑み鉄本線・日本旅など鉄道系番組と交互放送。再放送の場合有り）
- 本放送：月曜日 18:00 - 18:59（NHK BS、中井精也の絶景！てつたび、六角精児の呑み鉄本線・日本旅など鉄道系番組と交互放送。再放送の場合有り）

## 放送リスト
| 2022年度までの放送リスト | 2022年度までの放送リスト | 2022年度までの放送リスト         | 2022年度までの放送リスト                       | 2022年度までの放送リスト            | 2022年度までの放送リスト        |
|                          | 初放送日                 | 都道府県                         | 鉄道路線                                       | キーワード                          | 旅人                            |
| ------------------------ | ------------------------ | -------------------------------- | ---------------------------------------------- | ----------------------------------- | ------------------------------- |
| 0                        | 2014年3月27日            | 東京都                           | 東武伊勢崎線〈東武スカイツリーライン〉         | 人気モノ対決                        | 吉木りさ                        |
| 0                        | 2014年3月27日            | 東京都                           | 東京モノレール羽田空港線                       | 人気モノ対決                        | ユージ                          |
| 1                        | 2014年4月3日             | 東京都・神奈川県                 | 小田急小田原線・箱根登山鉄道                   | 外国人が夢中                        | 高橋愛                          |
| 2                        | 2014年4月10日            | 愛知県                           | 名鉄名古屋本線・犬山線                         | 文明開化                            | 堀井新太                        |
| 3                        | 2014年4月17日            | 東京都・神奈川県                 | 京急本線                                       | カラダにイイ                        | 安田美沙子                      |
| 4                        | 2014年5月1日             | 長野県                           | 長野電鉄長野線                                 | タイムスリップ                      | 吉木りさ                        |
| 5                        | 2014年5月8日             | 東京都・埼玉県                   | 西武新宿線                                     | オンリーワン                        | ユージ                          |
| 6                        | 2014年5月15日            | 香川県                           | 高松琴平電気鉄道琴平線                         | プチぜいたく                        | 高橋光臣                        |
| 7                        | 2014年5月29日            | 東京都                           | 東武伊勢崎線〈スカイツリーライン〉             | 人気モノ                            | 吉木りさ                        |
| 8                        | 2014年6月5日             | 京都府                           | 京福電気鉄道嵐山本線                           | レアもの                            | 高橋愛                          |
| 9                        | 2014年6月12日            | 東京都                           | 東急世田谷線                                   | 男前                                | 磯山さやか                      |
| 10                       | 2014年6月19日            | 東京都                           | 東京モノレール羽田空港線                       | 人気モノ                            | ユージ                          |
| 11                       | 2014年7月3日             | 千葉県                           | いすみ鉄道いすみ線                             | サービス満点                        | 吉沢亮                          |
| 12                       | 2014年7月10日            | 東京都                           | 京王井の頭線                                   | 都会のオアシス                      | 川久保拓司                      |
| 13                       | 2014年7月17日            | 長崎県                           | 島原鉄道線                                     | 百年モノ                            | 石黒英雄                        |
| 14                       | 2014年8月7日             | 神奈川県                         | 江ノ島電鉄線                                   | オトナの湘南                        | 吉木りさ                        |
| 15                       | 2014年8月14日            | 山形県                           | JR東日本左沢線                                 | ヒンヤリ                            | ラブリ                          |
| 16                       | 2014年9月4日             | 群馬県                           | 上信電鉄上信線                                 | 人だかり                            | 石黒英雄                        |
| 17                       | 2014年9月11日            | 北海道                           | JR北海道函館本線                               | 豪快                                | ユージ                          |
| 18                       | 2014年10月2日            | 山梨県                           | 富士急行線                                     | ただいま売り出し中                  | 高橋愛                          |
| 19                       | 2014年10月9日            | 東京都                           | JR東日本中央本線                               | 東京新スタイル                      | 高橋光臣                        |
| 20                       | 2014年10月16日           | 広島県                           | JR西日本呉線                                   | チャレンジャー                      | 冨浦智嗣                        |
| 21                       | 2014年11月6日            | 東京都                           | 都電荒川線                                     | 下町のぜいたく                      | ユージ                          |
| 22                       | 2014年11月13日           | 岩手県・青森県                   | JR東日本八戸線                                 | じぇじぇじぇ                        | 吉木りさ                        |
| 23                       | 2014年12月4日            | 東京都・千葉県・茨城県           | 首都圏新都市鉄道つくばエクスプレス             | タイムトラベル                      | 堀井新太                        |
| 24                       | 2014年12月11日           | 静岡県                           | 伊豆箱根鉄道駿豆線                             | ナイスアイデア                      | 吉木りさ                        |
| 25                       | 2014年12月18日           | 東京都・埼玉県                   | 東武東上線                                     | 町のアイドル                        | 宮沢セイラ                      |
| 26                       | 2015年1月8日             | 福井県                           | えちぜん鉄道三国芦原線・勝山永平寺線           | ニッポンの宝                        | 高橋光臣                        |
| 27                       | 2015年1月15日            | 東京都・千葉県                   | 京成本線                                       | 人気上昇中                          | 川久保拓司                      |
| 28                       | 2015年1月22日            | 岐阜県                           | 明知鉄道明知線                                 | 発見!日本一                         | 内野謙太                        |
| 29                       | 2015年2月5日             | 東京都・神奈川県                 | JR東日本南武線                                 | みんなハッピー                      | 石黒英雄                        |
| 30                       | 2015年2月12日            | 大阪府                           | JR西日本大阪環状線                             | ほんまかいな                        | ユージ                          |
| 31                       | 2015年3月5日             | 東京都・埼玉県                   | 西武池袋線                                     | 技あり!                             | 高橋愛                          |
| 32                       | 2015年3月12日            | 東京都・神奈川県・静岡県         | JR東日本・JR東海東海道本線                     | 切り札                              | 吉木りさ                        |
| 33                       | 2015年4月2日             | 東京都                           | 京王線                                         | 心の楽園                            | 川久保拓司                      |
| 34                       | 2015年4月9日             | 京都府・奈良県                   | 近鉄橿原線                                     | 古都の遊び心                        | 堀井新太                        |
| 35                       | 2015年4月18日            | 鹿児島県・静岡県・北海道         | JR九州指宿枕崎線・伊豆急行線・JR北海道函館本線 | 春の人気モノ                        | 恵俊彰 吉木りさ 石黒英雄 玉木碧 |
| 36                       | 2015年5月7日             | 東京都                           | 東京メトロ丸ノ内線                             | 都会の男気                          | 八田亜矢子                      |
| 37                       | 2015年5月14日            | 東京都・埼玉県・栃木県           | 東武日光線                                     | 街道のレジェンド                    | 宮沢セイラ                      |
| 38                       | 2015年5月21日            | 千葉県                           | JR東日本内房線                                 | ワンダーランド                      | 堀井新太                        |
| 39                       | 2015年6月4日             | 東京都・神奈川県                 | 小田急江ノ島線                                 | ウワサのエンターテイナー            | 八田亜矢子                      |
| 40                       | 2015年6月11日            | 山梨県・長野県                   | JR東日本小海線                                 | 八ヶ岳ロマン                        | 石黒英雄                        |
| 41                       | 2015年6月18日            | 岐阜県・富山県                   | JR東海・JR西日本高山本線                       | 飛騨のニュースター                  | 玉木碧                          |
| 42                       | 2015年7月2日             | 東京都                           | 東京メトロ銀座線                               | 東京ルネサンス                      | 吉木りさ                        |
| 43                       | 2015年7月9日             | 埼玉県                           | 秩父鉄道秩父本線                               | 仰天!ミステリー                     | 川久保拓司                      |
| 44                       | 2015年7月16日            | 北海道                           | JR北海道富良野線                               | 新フロンティアスピリット            | 瀬戸さおり                      |
| 45                       | 2015年8月13日            | 神奈川県                         | JR東日本横須賀線                               | 夏エキサイティング                  | 黒川芽以                        |
| 46                       | 2015年8月20日            | 愛知県                           | 名鉄津島線                                     | 尾張のきらめき                      | 冨浦智嗣                        |
| 47                       | 2015年9月3日             | 千葉県                           | JR東日本外房線                                 | 外房の売れっ子                      | 八田亜矢子                      |
| 48                       | 2015年9月17日            | 宮城県                           | JR東日本仙石線                                 | 伊達の心意気                        | 川久保拓司                      |
| 49                       | 2015年10月1日            | 長野県・新潟県                   | JR北陸新幹線                                   | 平成のマイドリーム・前編            | 高畑裕太                        |
| 50                       | 2015年10月8日            | 富山県・石川県                   | JR北陸新幹線                                   | 平成のマイドリーム・前編            | 高畑裕太                        |
| 51                       | 2015年10月15日           | 滋賀県                           | JR西日本琵琶湖線                               | 近江のパラダイス                    | 阿久津慎太郎                    |
| 52                       | 2015年11月5日            | 東京都                           | 都営地下鉄大江戸線                             | 東京ジュポニズム                    | 川久保拓司                      |
| 53                       | 2015年11月12日           | 埼玉県・千葉県                   | 東武野田線〈東武アーバンパークライン〉         | パワー全開!                         | 堀井新太                        |
| 54                       | 2015年11月19日           | 宮崎県                           | JR九州日南線                                   | オトナの楽園                        | 石黒英雄                        |
| 55                       | 2015年12月3日            | 東京都・埼玉県                   | JR東日本京浜東北線                             | 豪快マイウェイ                      | 高橋愛                          |
| 56                       | 2015年12月10日           | 京都府                           | JR西日本嵯峨野線                               | 古都のエキスパート                  | 高畑裕太                        |
| 57                       | 2016年1月7日             | 東京都                           | 東京メトロ日比谷線                             | 2016年東京マイドリーム              | 川久保拓司                      |
| 58                       | 2016年1月14日            | 大阪府・和歌山県                 | 南海電気鉄道南海本線                           | めっちゃビックリ                    | 八田亜矢子                      |
| 59                       | 2016年1月21日            | 埼玉県・茨城県・栃木県           | JR東日本宇都宮線                               | 男の中のオトコ                      | 宮﨑香蓮                        |
| 60                       | 2016年2月4日             | 千葉県・埼玉県・東京都           | JR東日本武蔵野線                               | I LOVE チャレンジ                   | 瀬戸さおり                      |
| 61                       | 2016年2月11日            | 鳥取県                           | JR西日本山陰本線・境線                         | 目指せ日本一!                       | 宮沢セイラ                      |
| 62                       | 2016年3月3日             | 神奈川県                         | JR東日本根岸線                                 | 人生まっしぐら                      | 高橋愛                          |
| 63                       | 2016年3月10日            | 高知県                           | とさでん交通・土佐くろしお鉄道                 | 土佐のいごっそう                    | 八田亜矢子                      |
| 64                       | 2016年4月7日             | 東京都・神奈川県                 | 小田急小田原線                                 | レッツ エンジョイ                   | 堀井新太                        |
| 65                       | 2016年4月14日            | 福岡県・佐賀県・熊本県・鹿児島県 | JR九州九州新幹線                               | 春らんまん                          | 松井咲子                        |
| 66                       | 2016年4月21日            | 東京都・千葉県                   | 東京メトロ東西線                               | 都会の隠れスポット                  | 宮﨑香蓮                        |
| 67                       | 2016年5月5日             | 東京都・栃木県・福島県・宮城県   | JR東日本東北新幹線                             | コレは外せない!・前編               | 川久保拓司                      |
| 68                       | 2016年5月12日            | 宮城県・岩手県・青森県           | JR東日本東北新幹線                             | コレは外せない!・後編               | 川久保拓司                      |
| 69                       | 2016年6月2日             | 東京都                           | JR中央線                                       | 都会のサプライズ                    | 内海啓貴                        |
| 70                       | 2016年6月9日             | 東京都                           | 都営三田線                                     | ウワサの人気No.1                    | 堀井新太                        |
| 71                       | 2016年6月16日            | 岡山県・香川県                   | JR瀬戸大橋線                                   | ずっと夢中                          | 八田亜矢子                      |
| 72                       | 2016年7月7日             | 三重県                           | JR東海参宮線・紀勢本線・名松線                 | ヤマトナデシコ                      | 竹下健人                        |
| 73                       | 2016年7月14日            | 埼玉県・東京都                   | 東武スカイツリーライン（伊勢崎線）・大師線     | チョー穴場                          | 松井咲子                        |
| 74                       | 2016年7月21日            | 長野県                           | しなの鉄道・JR信越本線                         | 平成のサムライ                      | 小島藤子                        |
| 75                       | 2016年8月4日             | 千葉県                           | JR東日本総武本線・銚子電鉄                     | マジ夢中                            | 堀井新太                        |
| 76                       | 2016年8月18日            | 神奈川県                         | 江ノ島電鉄線                                   | 湘南のスペシャリスト                | 栗山航                          |
| 77                       | 2016年9月1日             | 兵庫県                           | 阪神電車                                       | めっちゃ好き                        | 寺田ちひろ                      |
| 78                       | 2016年9月8日             | 埼玉県・東京都                   | 東京メトロ有楽町線                             | 小さなオアシス                      | 五十嵐健人                      |
| 79                       | 2016年10月6日            | 東京都・千葉県・茨城県           | JR東日本常磐線                                 | パワフル女子                        | 相楽樹                          |
| 80                       | 2016年10月13日           | 東京都                           | 都電荒川線                                     | 下町の遊び心                        | 八田亜矢子                      |
| 81                       | 2016年10月20日           | 神奈川県                         | 箱根登山鉄道                                   | ビッグドリーム                      | 吉田悠希                        |
| 82                       | 2016年11月3日            | 大阪府・奈良県                   | 近鉄奈良線                                     | 古都に胸キュン                      | 八田亜矢子                      |
| 83                       | 2016年11月10日           | 東京都・埼玉県                   | 西武池袋線・秩父線                             | 熱血チャレンジャー                  | 宮﨑香蓮                        |
| 84                       | 2016年11月17日           | 佐賀県・長崎県                   | JR九州長崎本線                                 | 世界に届け!                         | 堀井新太                        |
| 85                       | 2016年12月1日            | 静岡県                           | 大井川鐵道                                     | 昭和の宝物                          | 五十嵐健人                      |
| 86                       | 2016年12月8日            | 京都府                           | 嵯峨野トロッコ列車・嵐電                       | 京都人のプライド                    | 柳生みゆ                        |
| 87                       | 2017年1月5日             | 神奈川県・東京都                 | JR東日本京浜東北線                             | トラッド 変わらないもの             | 五十嵐健人                      |
| 88                       | 2017年1月12日            | 岡山県                           | JR西日本山陽本線・伯備線・姫新線               | ぼっけえ好き!                       | 竹下健人                        |
| 89                       | 2017年2月2日             | 東京都                           | 都営地下鉄浅草線                               | 東京の底力                          | 宮﨑香蓮                        |
| 90                       | 2017年2月9日             | 香川県                           | JR四国予讃線                                   | 瀬戸内の宝物                        | 高多良弥                        |
| 91                       | 2017年2月16日            | 東京都・埼玉県                   | JR東日本埼京線・川越線                         | 輝くアナ場                          | 堀井新太                        |
| 92                       | 2017年3月2日             | 東京都                           | 京王線                                         | 青春まっただ中                      | 工藤綾乃                        |
| 93                       | 2017年3月9日             | 東京都・千葉県                   | 京成本線                                       | ヒミツの人だかり                    | 大牟田悠人                      |
| 94                       | 2017年4月6日             | 千葉県                           | いすみ鉄道いすみ線                             | 房総のユートピア                    | 八田亜矢子                      |
| 95                       | 2017年4月13日            | 福岡県                           | 西鉄天神大牟田線                               | ばり燃えとう                        | 川久保拓司                      |
| 96                       | 2017年4月20日            | 東京都・神奈川県                 | 東急東横線                                     | めっちゃオシャレ                    | 松井咲子                        |
| 97                       | 2017年5月4日             | 京都府                           | 京阪電車（京阪本線・宇治線）                   | 古都のパイオニア                    | 大牟田悠人                      |
| 98                       | 2017年5月11日            | 東京都                           | 東京メトロ丸ノ内線                             | こんな夢があったんだ                | 宮﨑香蓮                        |
| 99                       | 2017年6月1日             | 山口県・広島県                   | JR西日本山陽本線                               | 瀬戸内の挑戦者                      | 五十嵐健人                      |
| 100                      | 2017年6月8日             | 東京都                           | 東京メトロ銀座線                               | 都会のビタミン                      | 新谷あやか                      |
| 101                      | 2017年6月15日            | 山梨県・長野県                   | JR東日本中央本線・篠ノ井線・松本電鉄           | 天空の恵み                          | 柳下大                          |
| 102                      | 2017年7月6日             | 東京都・神奈川県                 | 東急田園都市線                                 | はまっちゃうかも!                   | 玉木碧                          |
| 103                      | 2017年7月13日            | 北海道                           | JR北海道函館本線                               | 道産子スピリット                    | 堀井新太                        |
| 104                      | 2017年7月20日            | 群馬県                           | JR特急草津                                     | 群馬がイチバン!                     | 渡邉剣                          |
| 105                      | 2017年8月3日             | 東京都                           | 京王井の頭線                                   | 熱中紳士                            | 玉木碧                          |
| 106                      | 2017年8月10日            | 神奈川県・静岡県                 | JR東海道本線                                   | 心にしみる風景                      | 五十嵐健人                      |
| 107                      | 2017年9月7日             | 東京都                           | 西武新宿線                                     | 秘密のコダワリ                      | 中島広稀                        |
| 108                      | 2017年9月14日            | 秋田県・青森県                   | 奥羽本線                                       | 東北の百年モノ                      | 堀井新太                        |
| 109                      | 2017年10月5日            | 東京都                           | 東京メトロ南北線                               | コレで東京通                        | 八田亜矢子                      |
| 110                      | 2017年10月12日           | 大阪府                           | JR大阪環状線                                   | 大阪人の心意気                      | 大牟田悠人                      |
| 111                      | 2017年11月2日            | 山梨県                           | 富士急行線                                     | 富士山の贈り物                      | 新谷あやか                      |
| 112                      | 2017年11月9日            | 東京都・神奈川県                 | 東急大井町線                                   | この町 楽しもうぜ!                  | 渡辺裕太                        |
| 113                      | 2017年11月16日           | 愛知県                           | 名古屋市営地下鉄東山線                         | ウチが一番だがね                    | 柳下大                          |
| 114                      | 2017年11月23日           | 京都府                           | 叡山電鉄鞍馬線                                 | 紅葉スペシャル （秋の宝物）         | 八田亜矢子                      |
| 114                      | 2017年11月23日           | 宮城県・山形県                   | JR陸羽東線                                     | 紅葉スペシャル （秋の宝物）         | 堀井新太                        |
| 114                      | 2017年11月23日           | 北海道                           | JR釧網本線                                     | 紅葉スペシャル （秋の宝物）         | くみっきー                      |
| 115                      | 2017年12月7日            | 神奈川県                         | 江ノ島電鉄線                                   | ひそかな楽しみ                      | ダイスケ                        |
| 116                      | 2017年12月14日           | 栃木県                           | 東武宇都宮線・日光線・鬼怒川線                 | 栃木のエンターテインメント          | 新谷あやか                      |
| 117                      | 2018年1月4日             | 鹿児島県                         | 肥薩おれんじ鉄道線・JR鹿児島本線               | 平成の西郷どん（前編）              | 堀井新太                        |
| 118                      | 2018年1月11日            | 鹿児島県                         | JR指宿枕崎線                                   | 平成の西郷どん（後編）              | 堀井新太                        |
| 119                      | 2018年2月1日             | 東京都・神奈川県                 | 小田急小田原線                                 | 冬にワクワク                        | くみっきー                      |
| 120                      | 2018年2月8日             | 北海道                           | JR函館本線                                     | 北海道を満喫                        | 小堺翔太                        |
| 121                      | 2018年2月15日            | 東京都                           | JR山手線                                       | ちょっと得した気分                  | 小島藤子                        |
| 122                      | 2018年3月1日             | 東京都                           | 東京メトロ千代田線                             | ニッポンのイチオシ                  | 篠山輝信                        |
| 123                      | 2018年3月8日             | 福岡県                           | 福岡市営地下鉄空港線                           | 外国人が夢中                        | 新谷あやか                      |
| 124                      | 2018年3月15日            | 東京都                           | 西武池袋線                                     | そこまでやるの?                     | 中村静香                        |
| 125                      | 2018年4月5日             | 香川県・徳島県・高知県           | JR土讃線                                       | ディープな四国                      | 堀井新太                        |
| 126                      | 2018年4月12日            | 東京都                           | 都営地下鉄浅草線                               | 不思議なチャレンジャー              | 渡辺裕太                        |
| 127                      | 2018年4月19日            | 千葉県                           | JR内房線                                       | 千葉のココロザシ                    | 五十嵐健人                      |
| 128                      | 2018年5月3日             | 静岡県                           | 伊豆急行線                                     | 五度目の伊豆                        | くみっきー                      |
| 129                      | 2018年5月10日            | 東京都                           | 東急池上線                                     | クセになってます                    | 宮﨑香蓮                        |
| 130                      | 2018年5月17日            | 京都府                           | 嵐電                                           | 桜のおともに…                       | 堀井新太                        |
| 131                      | 2018年5月24日            | 福島県                           | JR磐越西線・会津鉄道会津線                     | I love ふくしま                     | ユージ                          |
| 132                      | 2018年6月7日             | 東京都                           | JR中央・総武線                                 | 一度は入ってみたい                  | 大牟田悠人                      |
| 133                      | 2018年6月14日            | 栃木県                           | JR両毛線                                       | 今が青春                            | 新谷あやか                      |
| 134                      | 2018年7月5日             | 神奈川県                         | 箱根登山鉄道・箱根ロープウェイ                 | 極上のひととき                      | ダイスケ                        |
| 135                      | 2018年7月19日            | 東京都                           | 都営地下鉄三田線                               | スカッとしたい                      | 小島藤子                        |
| 136                      | 2018年8月9日             | 山梨県・長野県                   | JR小海線・しなの鉄道線                         | 夏の楽園                            | 五十嵐健人                      |
| 137                      | 2018年8月23日            | 東京都                           | 京浜急行線                                     | 東京の100年モノ                     | 新谷あやか                      |
| 138                      | 2018年9月13日            | 東京都                           | 京王線                                         | ゴーイングマイウエー                | ユージ                          |
| 139                      | 2018年9月20日            | 岩手県・秋田県                   | JR田沢湖線・奥羽本線                           | ひと夏の感動                        | 五十嵐健人                      |
| 140                      | 2018年9月27日            | 東京都                           | 東京メトロ銀座線                               | 東京はチョット違うぜ                | 堀井新太                        |
| 141                      | 2018年10月4日            | 新潟県                           | JR信越本線・弥彦線・越後線                     | 越後の逸品                          | 森咲樹                          |
| 142                      | 2018年10月11日           | 東京都                           | 都営地下鉄新宿線                               | 都会のアナ場                        | 西村元貴                        |
| 143                      | 2018年10月18日           | 千葉県                           | 小湊鐵道・いすみ鉄道                           | ちょっと気になる房総                | 五十嵐健人                      |
| 144                      | 2018年11月1日            | 長崎県                           | 長崎電気軌道                                   | 長崎のロマン                        | 和田崇太郎                      |
| 145                      | 2018年11月8日            | 東京都                           | 小田急小田原線                                 | とんがったオトナ                    | 渡辺裕太                        |
| 146                      | 2018年12月6日            | 岐阜県                           | 長良川鉄道越美南線                             | 千年の知恵                          | 堀井新太                        |
| 147                      | 2018年12月13日           | 福井県                           | えちぜん鉄道                                   | 福井のスピリット                    | 五十嵐健人                      |
| 148                      | 2019年1月10日            | 静岡県・山梨県                   | 御殿場線・東海道線・身延線                     | 幸せな時間を探して 前編             | 森咲樹                          |
| 149                      | 2019年1月17日            | 山梨県                           | 身延線・中央本線・富士急行線                   | 幸せな時間を探して 後編             | 森咲樹                          |
| 150                      | 2019年2月7日             | 山形県                           | JR奥羽本線                                     | 真冬のカンゲキ                      | 金子貴俊                        |
| 151                      | 2019年2月14日            | 山口県                           | JR山陰本線・美祢線・山陽本線                   | 長州魂                              | ダイスケ                        |
| 152                      | 2019年3月7日             | 熊本県                           | JR鹿児島本線                                   | がんばるけん くまもとけん           | 五十嵐健人                      |
| 153                      | 2019年3月14日            | 東京都                           | 東京メトロ日比谷線                             | 東京の個性派                        | 深沢邦之                        |
| 154                      | 2019年3月21日            | 兵庫県・岡山県                   | JR山陽本線・赤穂線                             | 瀬戸内の贈り物                      | 堀井新太                        |
| 155                      | 2019年4月4日             | 神奈川県・静岡県                 | JR東海道本線・伊東線                           | 小さなゴージャス                    | 金子貴俊                        |
| 156                      | 2019年4月11日            | 京都府                           | 京阪電車（京阪鴨東線・本線）                   | 京都人の流儀                        | 東ちづる                        |
| 157                      | 2019年4月18日            | 東京都                           | 都営地下鉄大江戸線                             | この街ドラマチック                  | ユージ                          |
| 158                      | 2019年5月2日             | 群馬県・栃木県                   | わたらせ渓谷鐵道                               | 泣ける絶景                          | 渡辺裕太                        |
| 159                      | 2019年5月9日             | 愛媛県                           | JR予讃線                                       | 伊予の心づくし                      | 深沢邦之                        |
| 160                      | 2019年5月23日            | 静岡県                           | 大井川鐵道                                     | 里山のぜいたく                      | レッド吉田                      |
| 161                      | 2019年6月13日            | 神奈川県                         | 京浜急行線                                     | 夢見る達人                          | 金子貴俊                        |
| 162                      | 2019年6月20日            | 和歌山県                         | JR紀勢本線                                     | 人生まっしぐら                      | 五十嵐健人                      |
| 163                      | 2019年7月4日             | 奈良県                           | 近鉄吉野線                                     | 奈良の極上                          | 笑福亭銀瓶                      |
| 164                      | 2019年7月18日            | 東京都・埼玉県                   | 東武スカイツリーライン                         | マジっすか!?                        | 深沢邦之                        |
| 165                      | 2019年7月25日            | 秋田県・青森県                   | JR五能線                                       | 夏こそ東北!                         | ユージ                          |
| 166                      | 2019年8月8日             | 愛媛県・高知県                   | JR予土線                                       | 四国遺産                            | 堀井新太                        |
| 167                      | 2019年8月15日            | 大阪府                           | 大阪メトロ御堂筋線                             | スーパー大阪人                      | 宮﨑香蓮                        |
| 168                      | 2019年9月5日             | 北海道                           | JR根室本線                                     | 北海道の達人                        | 堀井新太                        |
| 169                      | 2019年9月26日            | 神奈川県                         | JR横浜線                                       | クセになる穴場                      | 八田亜矢子                      |
| 170                      | 2019年10月3日            | 東京都                           | JR青梅線                                       | 魂の挑戦者                          | 深沢邦之                        |
| 171                      | 2019年10月31日           | 千葉県                           | JR総武本線                                     | 千葉がイチバン                      | 金子貴俊                        |
| 172                      | 2019年11月7日            | 滋賀県                           | 信楽高原鐵道                                   | 甲賀のナゾ                          | 八田亜矢子                      |
| 173                      | 2019年11月14日           | 岩手県                           | 三陸鉄道リアス線                               | いいね!岩手                         | 笑福亭銀瓶                      |
| 174                      | 2019年11月28日           | 京都府・兵庫県                   | JR山陰本線                                     | ふるさとの宝物                      | ユージ                          |
| 175                      | 2019年12月5日            | 大阪府                           | 南海電鉄南海本線                               | めっちゃ一筋                        | 小島藤子                        |
| 176                      | 2019年12月12日           | 山形県・秋田県                   | JR羽越本線                                     | 信念の人                            | ダイスケ                        |
| 177                      | 2020年1月16日            | 大阪府                           | OsakaMetro谷町線                               | びっくり仰天                        | 田中道子                        |
| 178                      | 2020年1月23日            | 東京都・埼玉県                   | 西武新宿線                                     | かがやくロマン                      | 堀井新太                        |
| 179                      | 2020年2月6日             | 岐阜県                           | JR高山本線                                     | 飛騨の誇り                          | 笑福亭銀瓶                      |
| 180                      | 2020年2月13日            | 東京都・神奈川県                 | 東急東横線                                     | 極める人々                          | 深沢邦之                        |
| 181                      | 2020年2月20日            | 福岡県・大分県                   | JR日豊本線                                     | 継続は力なり                        | 金子貴俊                        |
| 182                      | 2020年3月5日             | 島根県                           | JR山陰本線                                     | 島根の100年モノ                     | 寺田ちひろ                      |
| 183                      | 2020年3月12日            | 東京都・埼玉県                   | JR埼京線                                       | そこまでやるの?                     | 宮﨑香蓮                        |
| 184                      | 2020年3月19日            | 大阪府・兵庫県                   | 阪急電鉄神戸線                                 | 関西のココロザシ                    | ユージ                          |
| 185                      | 2020年4月2日             | 愛知県                           | JR東海道本線                                   | コレに一筋                          | 深沢邦之                        |
| 186                      | 2020年4月9日             | 東京都                           | 東京メトロ銀座線                               | 東京の別世界                        | 渡辺裕太                        |
| 187                      | 2020年5月14日            | 鹿児島県                         | JR指宿枕崎線                                   | 薩摩の逸品                          | 笑福亭銀瓶                      |
| 特別編1                  | 2020年7月9日             | 大阪府・埼玉県                   | 大阪メトロ御堂筋線・JR埼京線                   | もう一度会いたい人生の達人          | 宮﨑香蓮                        |
| 特別編2                  | 2020年7月16日            | 秋田県・青森県・京都府・兵庫県   | JR五能線・JR山陰本線                           | もう一度会いたいエキスパート        | ユージ                          |
| 特別編3                  | 2020年7月30日            | 岐阜県・北海道                   | 長良川鉄道越美南線・JR根室本線                 | もう一度会いたい信念の人            | 堀井新太                        |
| 188                      | 2020年8月6日             | 東京都                           | JR中央線                                       | 私の生きがい                        | ユージ                          |
| 189                      | 2020年8月13日            | 東京都                           | 京王電鉄高尾線・高尾登山電鉄ケーブルカー       | ミラクルチェンジ                    | 金子貴俊                        |
| 190                      | 2020年8月27日            | 東京都                           | 西武池袋線                                     | 没頭人生                            | 深沢邦之                        |
| 191                      | 2020年9月3日             | 東京都                           | 都電荒川線                                     | 幸せな時間                          | 井上拓哉                        |
| 192                      | 2020年9月24日            | 東京都                           | 東急池上線                                     | あくなき挑戦                        | 堀井新太                        |
| 193                      | 2020年10月8日            | 東京都                           | 東京メトロ日比谷線                             | もう、やめられません!               | ユージ                          |
| 194                      | 2020年10月15日           | 東京都                           | 京成押上線                                     | ときめく穴場                        | 金子貴俊                        |
| 195                      | 2020年11月12日           | 東京都                           | 東京メトロ千代田線                             | 東京のスペシャリスト                | 川村エミコ                      |
| 196                      | 2020年11月19日           | 東京都・神奈川県                 | 東急目黒線                                     | ひと味違う                          | 深沢邦之                        |
| 197                      | 2020年11月26日           | 東京都                           | 都営浅草線                                     | コレに夢中                          | 金子貴俊                        |
| 198                      | 2020年12月10日           | 千葉県                           | JR外房線                                       | 運命の出会い                        | 堀井新太                        |
| 199                      | 2020年12月17日           | 静岡県                           | 伊豆急行線                                     | 伊豆を極める                        | ユージ                          |
| 200                      | 2021年1月7日             | 埼玉県                           | 東武東上線                                     | やるならとことん                    | 宮﨑香蓮                        |
| 201                      | 2021年1月14日            | 東京都・神奈川県                 | 小田急小田原線                                 | 一生の宝                            | 金子貴俊                        |
| 202                      | 2021年2月4日             | 京都府                           | 嵐電・嵐山本線                                 | 京都人の哲学                        | 宮﨑香蓮                        |
| 203                      | 2021年2月25日            | 神奈川県                         | 横浜市営地下鉄ブルーライン                     | なるほど!そういうわけで…            | 深沢邦之                        |
| 204                      | 2021年3月4日             | 東京都                           | 東京メトロ丸ノ内線                             | 私、変わったんです!                 | 金子貴俊                        |
| 205                      | 2021年3月25日            | 埼玉県                           | JR高崎線                                       | 埼玉の宝物                          | ユージ                          |
| 206                      | 2021年4月1日             | 東京都                           | 京王線                                         | 愛してやまない                      | 堀井新太                        |
| 207                      | 2021年4月8日             | 千葉県                           | JR成田線                                       | 千葉のスゴ腕                        | 深沢邦之                        |
| 208                      | 2021年4月29日            | 東京都                           | 東急東横線                                     | 天職です                            | 井上拓哉                        |
| 209                      | 2021年5月13日            | 神奈川県・東京都                 | JR南武線                                       | メッセージ                          | 井上拓哉                        |
| 210                      | 2021年5月20日            | 神奈川県                         | JR相模線                                       | 輝く自分流                          | 小島藤子                        |
| 211                      | 2021年6月3日             | 東京都・千葉県                   | 東京メトロ東西線                               | 都会のヒラメキ                      | 金子貴俊                        |
| 212                      | 2021年6月10日            | 神奈川県                         | 京浜急行線                                     | 神奈川のスタイル                    | 堀井新太                        |
| 213                      | 2021年7月8日             | 東京都                           | 東武スカイツリーライン                         | 町内の有名人                        | 井上拓哉                        |
| 214                      | 2021年7月22日            | 東京都                           | JR山手線                                       | 大都会の挑戦者・前編                | 堀井新太                        |
| 215                      | 2021年7月29日            | 東京都                           | JR山手線                                       | 大都会の挑戦者・後編                | 堀井新太                        |
| 216                      | 2021年8月5日             | 東京都                           | 東京メトロ有楽町線                             | 我が道を行く                        | 渡辺裕太                        |
| 217                      | 2021年8月12日            | 東京都                           | JR中央線                                       | 奇跡の出会い                        | 金子貴俊                        |
| 218                      | 2021年8月19日            | 東京都                           | 京王井の頭線                                   | 青春紳士                            | 宮﨑香蓮                        |
| 219                      | 2021年9月9日             | 東京都                           | JR中央・総武線                                 | ずっと胸キュン                      | 深沢邦之                        |
| 220                      | 2021年9月23日            | 東京都                           | 東京メトロ南北線                               | まさかの出来事                      | ユージ                          |
| 221                      | 2021年10月14日           | 埼玉県                           | 西武池袋線・秩父線                             | 情熱埼玉                            | 渡辺裕太                        |
| 222                      | 2021年10月21日           | 神奈川県                         | JR横須賀線                                     | なるほどナットク                    | 井上拓哉                        |
| 223                      | 2021年11月11日           | 東京都                           | 東急大井町線                                   | 未来へ届けたい                      | 宮﨑香蓮                        |
| 224                      | 2021年11月25日           | 千葉県                           | 東武アーバンパークライン                       | 千葉のチャレンジャー                | 井上拓哉                        |
| 225                      | 2021年12月2日            | 山梨県                           | JR中央本線                                     | 甲州人の心意気                      | 堀井新太                        |
| 226                      | 2021年12月9日            | 東京都                           | 東京メトロ千代田線                             | 温故知新                            | 宮﨑香蓮                        |
| 227                      | 2021年12月23日           | 福島県                           | JR磐越西線                                     | 福島自慢                            | 金子貴俊                        |
| 228                      | 2022年1月6日             | 京都府                           | JR嵯峨野線                                     | 京都をキワメル                      | 堀井新太                        |
| 229                      | 2022年1月13日            | 東京都                           | 西武池袋線・豊島線                             | 夢は無限大                          | 宮﨑香蓮                        |
| 230                      | 2022年1月20日            | 静岡県・山梨県                   | JR身延線                                       | びっくり!エキスパート               | 中山義紘                        |
| 231                      | 2022年2月3日             | 大分県                           | JR日豊本線                                     | 大分でしらしんけん                  | 深沢邦之                        |
| 232                      | 2022年2月17日            | 東京都・千葉県・茨城県           | JR常磐線                                       | つなぐ宝物を探して                  | 中山義紘                        |
| 233                      | 2022年3月10日            | 兵庫県                           | 阪神電気鉄道（阪神本線）                       | あきらめませんを探して              | 深沢邦之                        |
| 234                      | 2022年3月17日            | 東京都                           | 京王線                                         | ブレない人                          | 辻本好美                        |
| 235                      | 2022年3月24日            | 愛知県                           | 名古屋市営地下鉄 名城線・名港線                | 名古屋スピリット                    | 井上拓哉                        |
| 236                      | 2022年4月6日             | 神奈川県                         | 江ノ島電鉄                                     | 別世界                              | 田中道子                        |
| 237                      | 2022年4月13日            | 埼玉県                           | JR武蔵野線                                     | ビバ!埼玉                           | 宮﨑香蓮                        |
| 238                      | 2022年4月20日            | 千葉県・東京都                   | 京成本線                                       | キラリ個性派                        | 井上拓哉                        |
| 239                      | 2022年5月4日             | 東京都                           | 東京メトロ丸ノ内線                             | 熱中人生                            | 辻本好美                        |
| 240                      | 2022年5月18日            | 東京都                           | 東京メトロ日比谷線                             | たまらない瞬間                      | 宮﨑香蓮                        |
| 241                      | 2022年6月1日             | 大阪府                           | JR大阪環状線                                   | ほんまもん                          | 宮崎秋人                        |
| 242                      | 2022年6月8日             | 千葉県                           | JR総武本線・銚子電鉄                           | 寝ても覚めても千葉                  | 金子貴俊                        |
| 243                      | 2022年6月22日            | 埼玉県                           | 秩父鉄道                                       | 私の相棒                            | 宮﨑香蓮                        |
| 244                      | 2022年7月13日            | 栃木県                           | 東武日光線                                     | 栃木の真骨頂                        | 金子貴俊                        |
| 245                      | 2022年7月20日            | 東京都                           | 小田急小田原線                                 | まさか! こんなコトに                | かんばらけんた                  |
| 246                      | 2022年7月27日            | 静岡県                           | JR東海道本線                                   | 私がやらねば                        | 渋谷飛鳥                        |
| 247                      | 2022年8月3日             | 北海道                           | JR函館本線                                     | なまらけっぱるを探して 函館〜長万部 | 宮﨑香蓮                        |
| 248                      | 2022年8月10日            | 北海道                           | JR函館本線                                     | なまらけっぱるを探して 長万部〜小樽 | 宮﨑香蓮                        |
| 249                      | 2022年9月7日             | 神奈川県                         | 横浜市営地下鉄ブルーライン                     | 一生の仕事を探して                  | 堀井新太                        |
| 250                      | 2022年9月14日            | 長野県                           | JR大糸線                                       | 信州のロマンを探して                | 宮崎秋人                        |
| 251                      | 2022年9月21日            | 東京都                           | 多摩都市モノレール線                           | ちょっと得した気分に                | 深沢邦之                        |
| 252                      | 2022年10月5日            | 東京都                           | 東京メトロ丸ノ内線                             | 私の流儀を探して                    | 宮﨑香蓮                        |
| 253                      | 2022年10月12日           | 高知県                           | 四万十くろしおライン                           | 土佐でリフレッシュ                  | 定本楓馬                        |
| 254                      | 2022年11月2日            | 東京都                           | 東京メトロ千代田線                             | バズる予感                          | かんばらけんた                  |
| 255                      | 2022年11月9日            | 三重県                           | 近鉄名古屋線・三岐鉄道                         | 三重県われらの新名所                | 渋谷飛鳥                        |
| 256                      | 2022年11月16日           | 東京都                           | 都営地下鉄三田線                               | 汗と涙の結晶                        | 深沢邦之                        |
| 257                      | 2022年11月30日           | 福島県                           | JR只見線                                       | 福島の宝物を探して                  | 宮﨑香蓮                        |
| 258                      | 2023年1月4日             | 群馬県                           | JR吾妻線                                       | 群馬にいらっしゃい                  | 井上拓哉                        |
| 259                      | 2023年1月11日            | 東京都                           | 京王線                                         | うわさのスペシャリストを探して      | 田中道子                        |
| 260                      | 2023年2月1日             | 愛知県                           | 名古屋市営地下鉄名城線                         | 名古屋のチャレンジャーを探して      | 金子貴俊                        |
| 261                      | 2023年2月8日             | 山梨県                           | 富士急行線                                     | “山梨にときめく”を探して            | 井上拓哉                        |
| 262                      | 2023年2月15日            | 東京都                           | 京成本線・京成金町線                           | 人生を楽しむ人を探して              | 辻本好美                        |
| 263                      | 2023年3月8日             | 東京都                           | JR山手線                                       | 東京ワンダーランドを探して（1）     | 深沢邦之                        |
| 264                      | 2023年3月15日            | 東京都                           | JR山手線                                       | 東京ワンダーランドを探して（2）     | 金子貴俊                        |
| 265                      | 2023年3月29日            | 東京都                           | 東京メトロ有楽町線                             | “いつまでも夢中”を探して            | 宮﨑香蓮                        |

| 2023年度以降の放送リスト | 2023年度以降の放送リスト | 2023年度以降の放送リスト                                       | 2023年度以降の放送リスト |
|                          | 初放送日                 | サブタイトル                                                   | 旅人                     |
| ------------------------ | ------------------------ | -------------------------------------------------------------- | ------------------------ |
| 1                        | 2023年4月24日            | 小湊鐵道・いすみ鉄道 春の房総半島を横断!チャレンジャーを探して | 金子貴俊                 |
| 2                        | 2023年7月24日            | 夏の絶景とグルメ わたらせ渓谷鐵道                              | 金子貴俊                 |
| 3                        | 2023年11月27日           | 秋の京都 叡山電車で紅葉めぐり                                  | 堀井新太                 |
| 4                        | 2024年2月19日            | 冬の箱根登山鉄道 極上のひととき                                | 金子貴俊                 |
| 5                        | 2024年4月25日            | 絶景!春の大井川鐵道                                            | 井上拓哉                 |
| 6                        | 2024年6月20日            | 初夏の江ノ電 絶景と味めぐり                                    | 金子貴俊                 |
| 7                        | 2024年9月10日            | 夏の瀬戸内でリフレッシュ!JR山陽本線&呉線                       | 金子貴俊                 |
| 8                        | 2024年11月28日           | 秋の会津鉄道 絶景と人情!                                       | 金子貴俊                 |
| 9                        | 2025年3月11日            | 三陸鉄道 絶景とごちそう                                        | 桂二葉                   |
| 10                       | 2025年6月10日            | 熊本 肥薩おれんじ鉄道                                          | 松重豊                   |